# 粘膜
粘膜（ねんまく、mucous membrane）は、上皮細胞に覆われた外胚葉由来の上皮層である。吸収と分泌に関わる。さまざまな体腔に配置し、外部環境や内部臓器に面している。鼻孔、唇、耳、生殖器、肛門などあちこちで肌とつながる。
粘膜や腺から分泌された濃い粘性の流体が粘液である。粘膜は体内において見られた場所を指し、全ての粘膜が粘液を分泌するわけではない。その表面がいつも粘液性の分泌物で濡れている柔性膜を称するときに限り、「粘膜」という呼称を用いる。位置的には中空性臓器の内腔表面に多い。粘膜上皮、粘膜固有層、粘膜筋板より構成される。
大概の呼吸器系は粘膜が特徴的である体腔に含まれる。陰茎亀頭（陰茎の頭部）、陰核亀頭、陰茎包皮、陰核包皮は粘膜であって、皮膚ではない。

## 構成
粘膜上皮
粘膜表層を守る役目の上皮。そのため機械的な刺激の強い部分（口腔・食道・肛門など）では「重層扁平上皮」で、逆に分泌や吸収の行われる部分（胃・腸など）では「単層円柱上皮」で構成される。
粘膜固有層
膠原繊維が密に構成する結合組織の層。
粘膜筋板
粘膜固有層の下に位置する平滑筋の薄い層。粘膜固有層と粘膜下層を分ける。

## 粘膜の種類
- 頬側粘膜
- 胃粘膜
- 腸管粘膜
- 嗅上皮
- 口腔粘膜
- 子宮内膜

## 関連イメージ

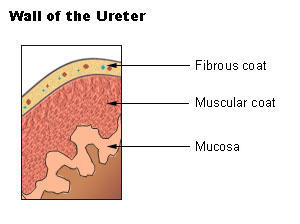
尿管壁
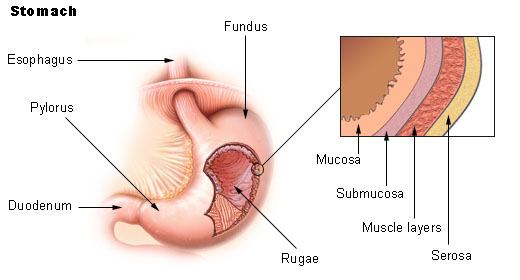
胃
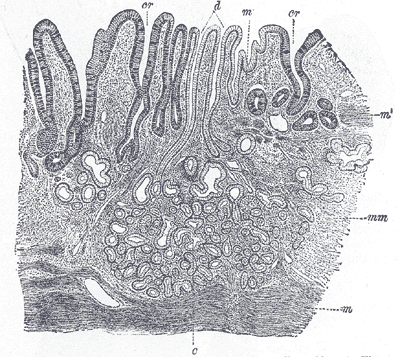
噴門近辺ヒト胃粘膜断面図